# Никольское (Стебаевский сельсовет)
Нико́льское — село Стебаевского сельсовета Липецкого района Липецкой области.
Расположено почти на границе между Липецким и Хлевенским районами; по ту сторону границы стоит село Новое Дубовое. В 1,5 км западнее проходит Воронежское шоссе (Липецк — Воронеж).
В списке населенных мест Воронежской губернии упомянуто в 1859 года. Тогда это было сельцо владельческое Никольское, при овраге Слепом и пруде. Здесь было 43 двора, а также свеклосахарный завод.

## Население
| 1859 | 2010 | 2012 |
| ---- | ---- | ---- |
| 503  | ↘88  | ↗146 |